# Соржа
Соржа́ (фр. Sorgeat) — коммуна во Франции, находится в регионе Юг — Пиренеи. Департамент коммуны — Арьеж. Входит в состав кантона Акс-ле-Терм. Округ коммуны — Фуа.
Код INSEE коммуны — 09298.

## Население
Население коммуны на 2008 год составляло 96 человек.
| 1962 | 1968 | 1975 | 1982 | 1990 | 1999 | 2008 |
| ---- | ---- | ---- | ---- | ---- | ---- | ---- |
| 67   | 80   | 78   | 69   | 81   | 96   | 96   |

## Экономика
В 2007 году среди 61 человек в трудоспособном возрасте (15—64 лет) 45 были экономически активными, 16 — неактивными (показатель активности — 73,8 %, в 1999 году было 71,4 %). Из 45 активных работали 44 человека (24 мужчины и 20 женщин), безработным был 1 (1 мужчина и 0 женщин). Среди 16 неактивных 5 человек были учениками или студентами, 7 — пенсионерами, 4 были неактивными по другим причинам.